# Рокита, Анна Наталья
Анна Наталья Диббон (урождённая нем. Anna Natalia Rokita; род. 30 января 1986) — австрийская конькобежка. Участница зимних Олимпийских игр 2006, 2010 и 2014 года, 8-кратная чемпионка Австрии в классическом многоборье, 7-кратная в спринтерском, 28-кратная на отдельных дистанциях, 10-кратная призёр чемпионата Австрии. Выступала за клуб "USC Innsbruck". Участница чемпионата Австрии по шоссейным гонкам в роликобежном спорте.

## Биография
Анна Рокита родилась в спортивной семье в Вене. Её отец Ежи Рокита по национальности поляк, был раньше конькобежцем, а после личным тренером своей дочери. С раннего детства он брал её на свои тренировки. Она завела много друзей, занимаясь этим видом спорта, и выиграла несколько небольших гонок. В возрасте 8-ми лет стала профессионально заниматься конькобежным спортом и шорт-треком.
В 1995 году на молодёжном чемпионате Австрии Анна стала серебряным призёром в многоборье, а с 1997 по 2002 год становилась чемпионкой. В  2001 году выиграла чемпионат Австрии среди юниоров и заняла 3-е место в многоборье на взрослом уровне. В марте дебютировала на юниорском чемпионате мира. В 2002 и 2003 годах участвовала в юниорских чемпионатах мира по шорт-треку. В 2003 году выиграла впервые чемпионат Австрии в спринтерском многоборье и дебютировала на Кубке мира. В сезоне 2004/05 впервые участвовала на чемпионате Европы в Херенвене и заняла там 15-е место в многоборье.
В январе 2005 года Анна завоевала серебряную медаль в забеге на 5000 м на домашней зимней Универсиаде в Инсбруке и дебютировала на чемпионате мира на отдельных дистанциях в Инцелле с лучшим 17-м местом в забеге на 3000 м. В 2006 году участвовала на первых своих зимних Олимпийских играх в Турине, где заняла 16-е место в забеге на 3000 м, 12-е на 5000 м и 27-е на 1500 м.
В 2007 году Анна участвовала на очередной зимней Универсиаде в Турине и завоевала две золотые медали на дистанциях 3000 и 5000 м. На чемпионате мира на отдельных дистанциях в Солт-Лейк-Сити стала 18-й на дистанциях 1500 и 3000 м. Через год в Нагано вновь заняла 18-е место в забеге на 3000 м и 13-е место на 5000 м.
В феврале 2010 года Анна попала в олимпийскую сборную, хоть и неудачно выступила в январе на чемпионате Европы в Хамаре, где заняла 16-е место. На зимних Олимпийских играх в Ванкувере она заняла 16-е место в забеге на 3000 м и 28-е на 1500 м. В сезоне 2010/11 на чемпионате Европы в Коллальбо стала 11-й в сумме многоборья, а на чемпионате мира в классическом многоборье в Калгари заняла 23-е место.
В сезоне 2011/12 Анна участвовала на чемпионате Европы в Будапеште и заняла последнее 26-е место, тем самым не квалифицировалась на чемпионат мира в феврале. Вместо этого она выиграла открытый чемпионат Германии в многоборье, а в марте на этапе Кубка мира в Берлине впервые заняла 3-е место в масс-старте. В 2013 году она заняла 18-е место в сумме многоборья на чемпионате мира в классическом многоборье в Хамаре и 15-е место в забеге на 5000 м на чемпионате мира на отдельных дистанциях в Сочи.
В сезоне 2013/14 Рокита выиграла в очередной раз чемпионат Австрии на дистанциях 1500, 3000 и 5000 м и в классическом многоборье, а в январе 2014 года победила в спринте. В феврале на зимних Олимпийских играх в Сочи стала 22-й на дистанции 3000 м. В декабре 2014 года она объявила о завершении карьеры. 28-летняя жительница Инсбрука оказалась беременна и ждала ребёнка в марте 2015 года вместе со своим партнёром из Новой Зеландии и 8-кратным чемпионом мира по роликовым конькам Калоном Диббоном.

## Личная жизнь
Анна Рокита окончила Университет Инсбрука со степенью бакалавра на факультете экономики и статистики, а также получила диплом магистра в области бизнеса. Владеет английским, французским, немецким и польским языками.